# 東三好橋
東三好橋（ひがしみよしばし）は、吉野川に架かる徳島県道262号芝生中庄線のトラス橋。南岸は徳島県三好郡東みよし町中庄。北岸は同県三好市三野町芝生。

## 沿革
- 1940年（昭和15年） - 浮き橋構造の「興亜橋」が架けられたが、度重なる増水により流されてしまうことから、引き続き渡船が利用されていた。
- 1955年（昭和30年） - 沈下橋構造の橋が架けられた。
- 1970年（昭和45年） - 完成。

## 橋の概要
- 橋長：373.5m
- 有効幅員：10.8m
- 完成：1970年（昭和45年）

## 周辺
- 国道192号 - 南詰で接続する道路。
- 徳島県道12号鳴門池田線
- 江口駅 - JR徳島線。